# Eyrans
Eyrans – miejscowość i gmina we Francji, w regionie Nowa Akwitania, w departamencie Żyronda.
Według danych na rok 1990 gminę zamieszkiwało 596 osób, a gęstość zaludnienia wynosiła 139 osób/km² (wśród 2290 gmin Akwitanii Eyrans plasuje się na 648. miejscu pod względem liczby ludności, natomiast pod względem powierzchni na miejscu 1468.).